# نیسان سفیرو

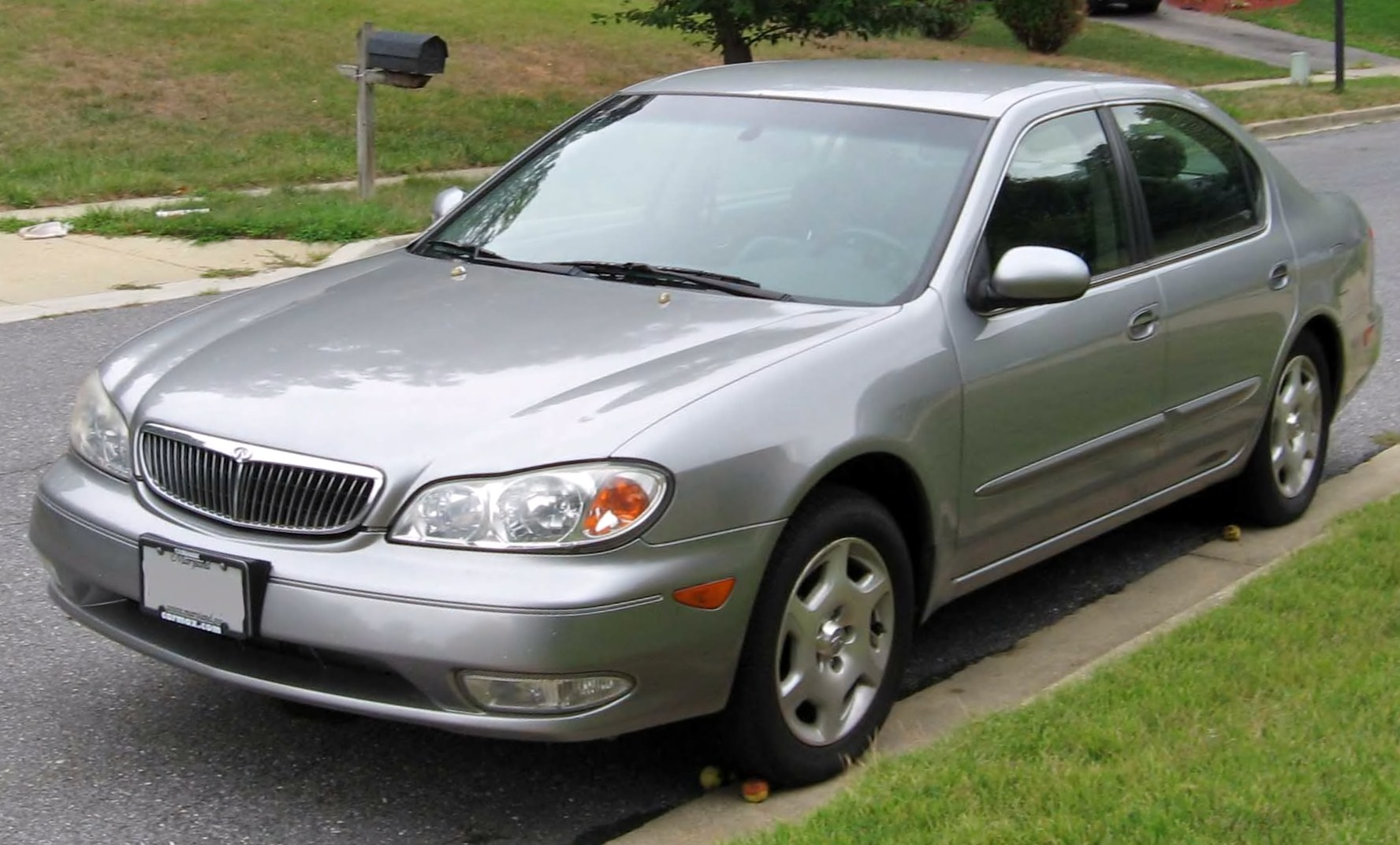

نیسان سفیرو (Nissan Cefiro) خودرویی است که در سال‌های ۱۹۹۶ تا ۲۰۰۴در ژاپن تولید شده‌است. طراحی آن خودروهای موتور جلو-محور جلو بوده است.این خودرو در ایران با نام ماکسیما به فروش می‌رسید درحالی که نیسان ماکسیمای موجود در ایران نیسان سفیرو است.

## نگارخانه

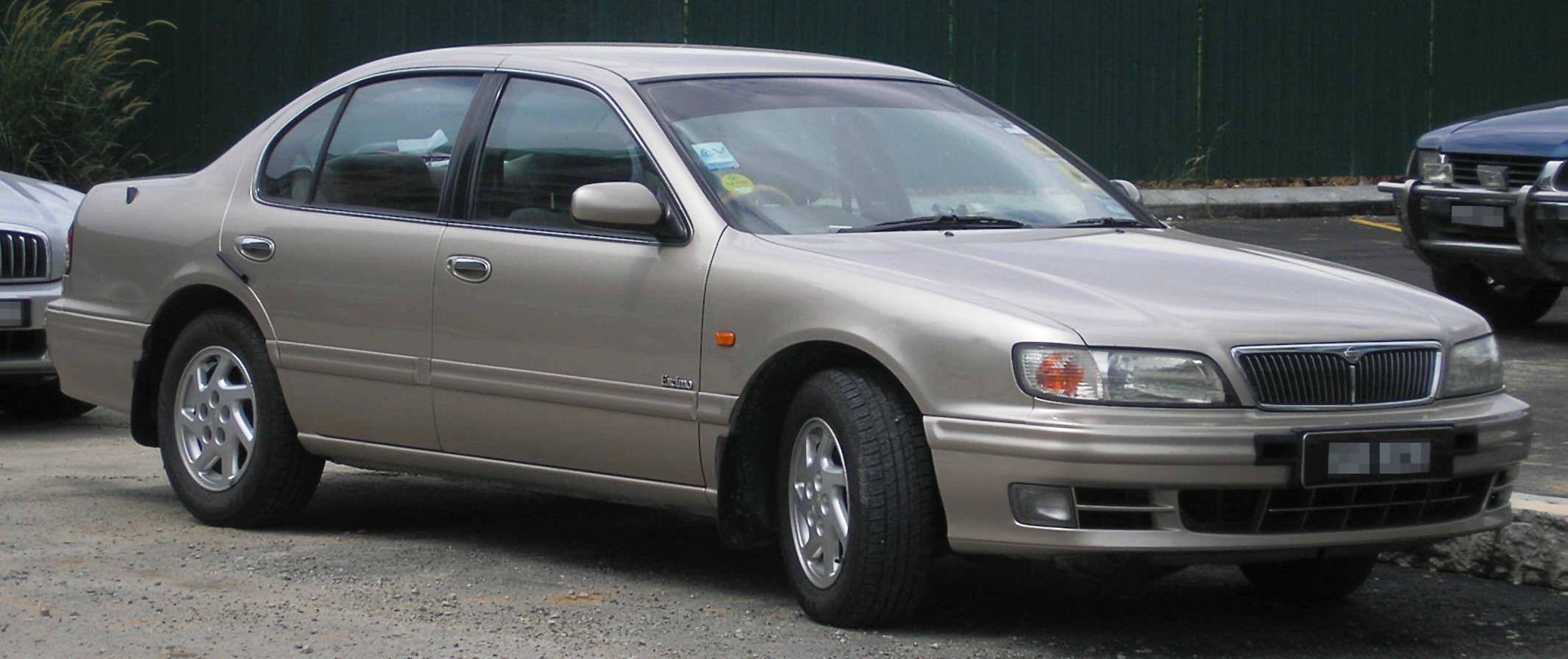
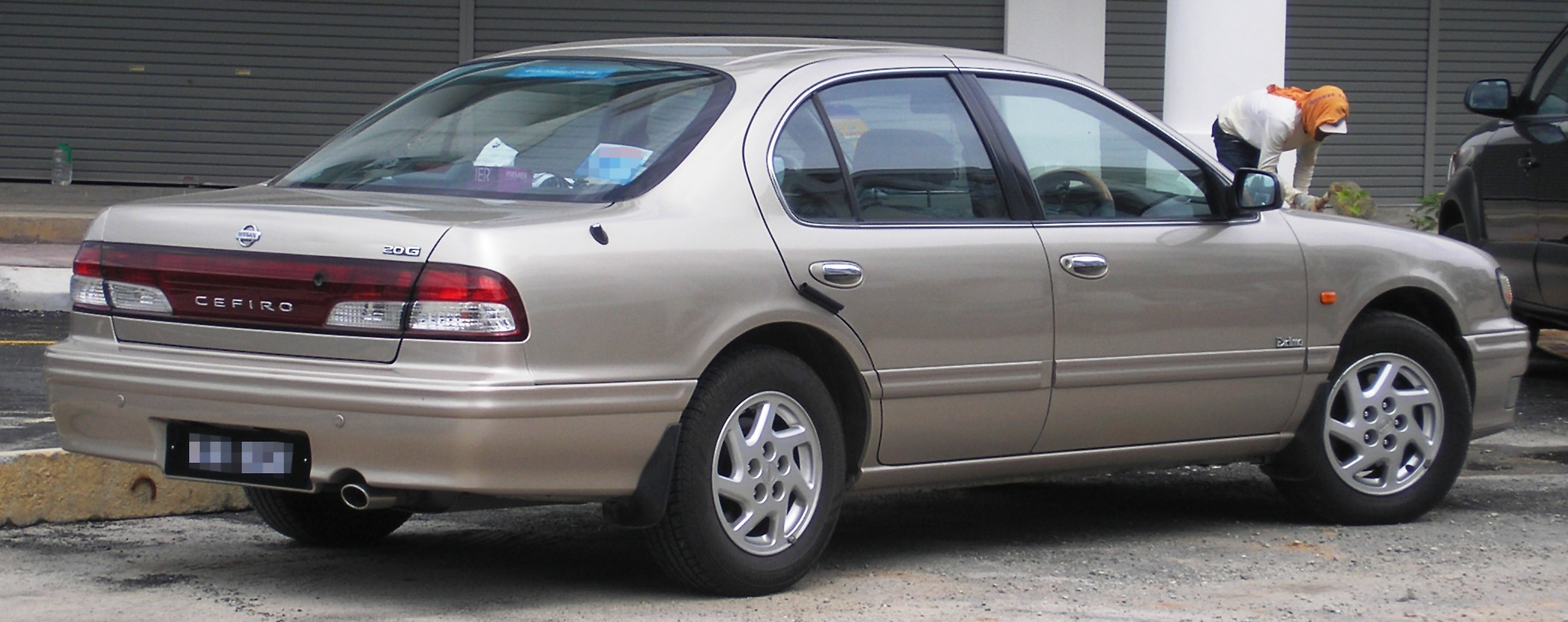
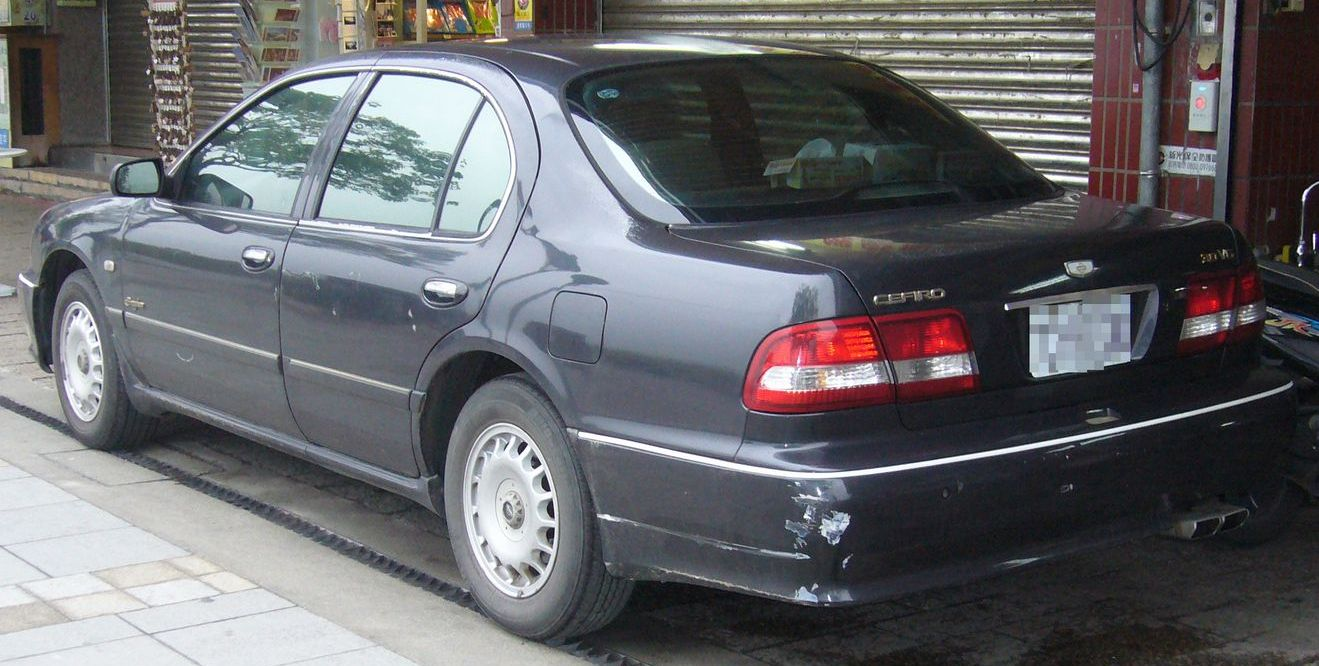